# Odalar-Moschee

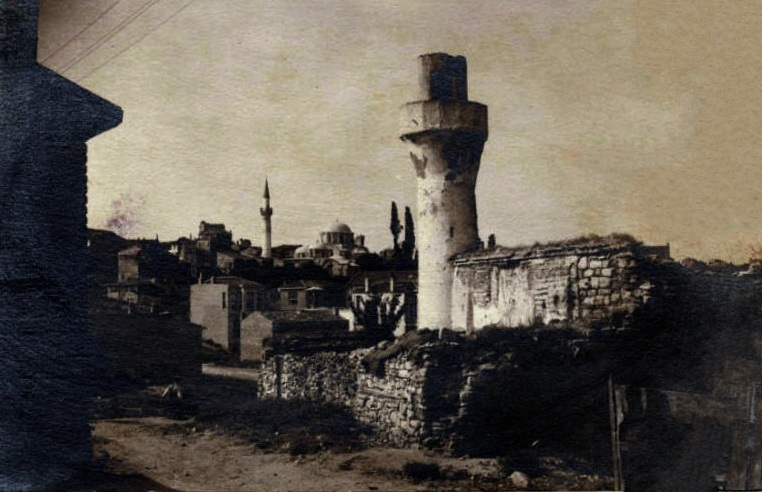
Die Moschee mit der Chora-Kirche im Hintergrund nach einem Brand im Jahr 1919 (1920)

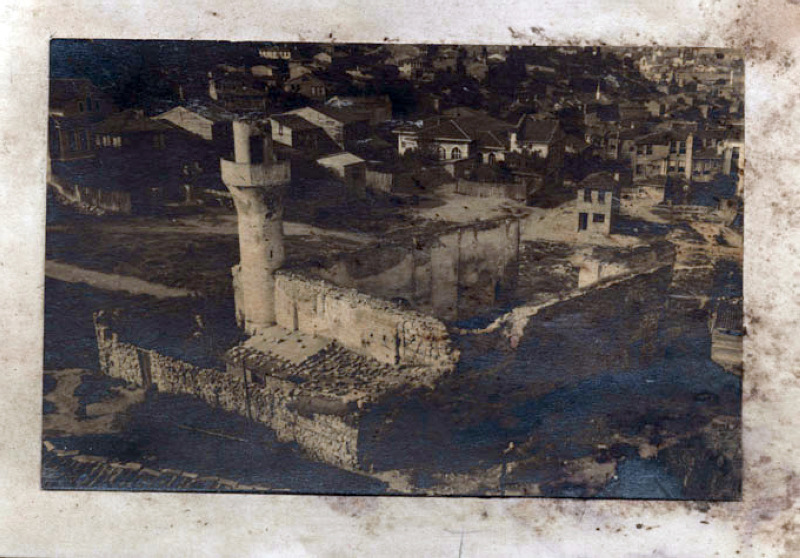
Die zerstörte Moschee aus der Luft fotografiert (1920)

Die Odalar-Moschee (türkisch Odalar Camii, auch Kemankeş Mustafa Paşa Camii) war eine ehemalige byzantinische Kirche und osmanische Moschee in Istanbul. Nach der osmanischen Eroberung Konstantinopels im Jahr 1453 wurde die Kirche 1475 zur römisch-katholischen Kirche Sankt Maria von Konstantinopel und 1640 zur Moschee. Das Gotteshaus wurde 1919 bei einem Brand zerstört und verfällt seither. Geblieben sind nur einige Außenwände inmitten moderner Wohnbebauung.
Ihren Namen „Baracken-Moschee“ (gelegentlich auch „Kammer-Moschee“) erhielt sie von den nahen Unterkünften der verheirateten Janitscharen, die im 18. Jahrhundert im Viertel errichtet wurden.

## Lage
Die Ruinen des Gebäudes liegen im Stadtviertel  Salma Tomruk im Istanbuler Stadtbezirk Fatih unweit von Edirnekapı, dem alten Charisiustor der Theodosianischen Landmauer zwischen Chora-Kirche und Fethiye-Moschee. Die Ruine liegt in einem Hof zwischen moderner Wohnbebauung in der Müftu Sokağı 20–22.

## Geschichte

### Byzantinisches Zeitalter
Zwischen dem 9. und 10. Jahrhundert wurde auf den alten Fundamenten und einer Krypta eine Kirche erbaut, die auf dem Gipfel des siebten Hügels von Konstantinopel stand. Das Gebäude lag mit der Aetius-Zisterne (heute Vefa-Stadion) und dem bis heute nicht identifizierten Boĝdan-Palast auf einem kleinen Plateau. Die Zuschreibung des Ursprungsgebäudes war bisher nicht möglich. Diskutiert wird die Vermutung, es könnte als Katholikon mit der Kasım-Ağa-Moschee und der İpek-Zisterne Teil eines Klosters gewesen sein.
Das Bauwerk wurde lange mit dem Theotokos-Kloster (en te Petra) gleichgesetzt – allerdings ohne Nachweis. Während der byzantinischen Zeit gab es in der Gegend mehrere Klöster, darunter das Johannes-Kloster von Manuel dem Armenier und das Nonnenkloster Theotokos Kecharitomene. Letzteres wurde zu Beginn des 12. Jahrhunderts von Kaiserin Irene Dukaina gegründet und war aufgrund des detaillierten und noch existenten Typikons bekannt. Die nahe Kirche Theotokos tas Kellararias, von den Nonnen des Karithomene-Ordens und denen des Hagios-Nikolaos-Ordens als Bestattungsplatz genutzt, die beide im Typikon der Ordensgemeinschaft erwähnt werden, ist eine mögliche Zuschreibung. Außerdem könnte die Odalar-Moschee mit der Sergios-und-Bakchos-Kirche gleich sein, die plesion tes Aetiou kinsternes lag (Griechisch nahe der Zisterne des Aetios). Diese ist nicht zu verwechseln mit der Kleinen Hagia Sophia, die diesen Namen ebenfalls trug. Grund für die Zuschreibung ist die Entdeckung eines monogrammierten Kapitells in der Nähe, das leider nicht in situ gefunden wurde. Bis heute ist die Zuschreibung des Patroziniums nicht abschließend geklärt.
Zwischen 1150 und 1175 wurde eine neue Kreuzkuppelkirche über der alten erbaut, die eventuell durch ein Feuer oder einen Erdrutsch zerstört wurde.

### Osmanische Zeit

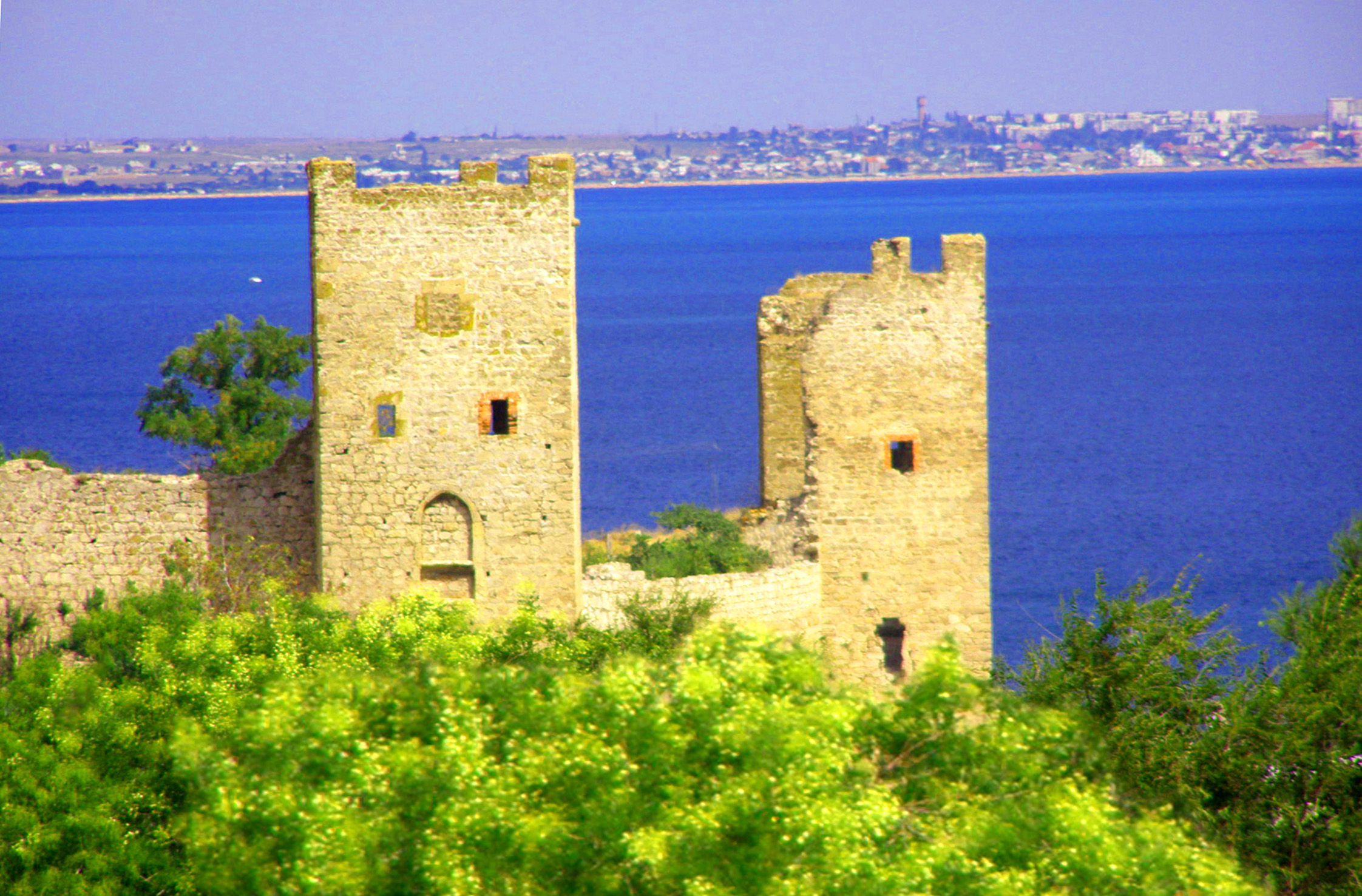
Die Genueser Festung von Caffa. Von hier wurden die Genueser in das Stadtviertel Kefeli in Istanbul umgesiedelt.

Die erste urkundliche Erwähnung stammt aus dem Jahr 1475, als der osmanische Sultan Mehmed II. die genuesische Kolonie Caffa auf der Krim eroberte. Über 40.000 Lateiner, Griechen, Armenier und Juden aus Caffa („Caffarioten“, türkisch Kefeli) wurden nach Istanbul deportiert und in dem Viertel angesiedelt, das seither Kefe Mahallesi genannt wird. Die Lateiner, vor allem Genuesen, durften dieses Gebäude als Kirche nutzen, genauso wie gemeinsam mit den Armeniern die Sankt-Nikolaus-Kirche (heute Kefeli-Moschee.
Sankt Maria von Konstantinopel (italienisch Santa Maria di Costantinopoli) wurde vom Dominikanerorden betreut, der vor der Eroberung Konstantinopels ein Kloster am Schwarzen Meer besaß. In der Kirche stand lange eine großformatige Hodegetria-Ikone aus Caffa, die heute im Dominikaner-Kloster St. Peter und Paul in Galata aufbewahrt wird. Zu Beginn des 16. Jahrhunderts war St. Maria Zentrum des Stadtviertels, in dem vor allem Italiener lebten. Unter Sultan Murad IV. wurde der Entschluss getroffen, die Christen außerhalb der Stadtmauern anzusiedeln, da sie keine osmanischen Staatsbürger waren und sie in Galata und Pera (heute Beyoğlu) anzusiedeln. In der Folge kam es zu gewaltsamen Zusammenstößen zwischen Christen und Muslimen. Die Kirche wurde 1636 geschlossen und 1640 von dem Großwesir Kemankeş Mustafa Pascha in eine Moschee umgewandelt.
Nach der Unterbringung der Janitscharen im Viertel im Jahr 1782 bekam die Moschee den Beinamen Odalar. Im Türkischen bedeutet Odalar Zimmer (Plural), aber steht auch für die Baracken der Janitscharen. Zuvor wohnten diese in den Eski Odalar („Alten Baracken“) nahe der Şehzade-Moschee, die bei einem Feuer im Jahr 1782 zerstört worden waren.
Das Gebäude verfiel in den folgenden Jahren. Mitte des 19. Jahrhunderts stützte die Kuppel ein und bei einem Brand am 2. Juli 1919 wurde das Gebäude schwer beschädigt. Als das Viertel dann modernisiert wurde, restaurierte man die Moschee nicht und sie verfiel endgültig. Heute sind nur wenige Teile der Außenmauern im hinteren Bereich erhalten.

## Architektur
Das Gebäude wurde in byzantinischer Zeit in mehreren Bauphasen errichtet. Die erste Kirche entstand in der mittleren byzantinischen Epoche, hatte einen rechteckigen Grundriss von ca. 11,65 × 10 Metern mit drei Apsiden und war nach Osten ausgerichtet.  Im Jahr 1935 konnte man noch den dreigeteilten Altarraum und das Bema erkennen. Die Kirche wurde über einem Kellergeschoss mit 24 Räumen mit Tonnengewölbe und einer Krypta mit Apsis errichtet, die wahrscheinlich als Kapelle mit Reliquien genutzt wurde. Die Räume wurden ursprünglich für Weltliches genutzt, waren dann Bestattungsstätte und schließlich Zisterne.
Die zweite Kirche wurde Ende des 12. Jahrhunderts errichtet, nutzte 16 kleine Räume der ersten Kirche als Kellergeschoss und war zweigeschossig. Das Mauerwerk bestand aus Werksteinen, die mit Ziegelbändern gestaltet wurden, die in dicken Mörtelschichten lagen, wie sie typisch für die mittlere byzantinische Epoche sind. Bei dieser Technik wurden schmale Ziegel in ein dickes Bett aus Mörtel gelegt, das etwa drei- bis fünfmal so dick wie die einzelnen Ziegel ist und bis zu 10 cm beträgt. Dafür wurde zwischen zwei Ziegelreihen eine weitere Ziegelschicht hinter der Mörtelzwischenlage verborgen.:353 In diesem Gebäude wurden drei oder vier Reihen Ziegel alternierend mit einer Reihe Steinen verlegt, wobei die Ziegelsteine auch in unterschiedlichen Mustern verlegt wurden.
Die zweite Kirche war als Kreuzkuppelkirche erbaut worden mit einem Naos von 10,5 Metern Breite. Vier Säulen trugen eine Kuppel mit Pendentifs. Das Bauwerk besaß drei Apsiden im Westen  – die zentrale mit einem polygonalen Grundriss – und einen Narthex im Osten. Die Kuppel hatte einen Durchmesser von 4,4 Metern, saß auf einem Tambour und war mit Fresken geschmückt. Östlich des Naos lag ein Altarraum, der in Bema, Prothesis und Diakonikon aufgeteilt war. Der Boden der neuen Kirche lag 3,3 Meter über dem der ersten Kirche. Der Sakralbau gilt als mittelgroße byzantinische Kirche, die ähnlich der nahen Kirche des Christus Pantepoptes aufgebaut war. Die Gewölbe waren in reiner Ziegeltechnik ausgeführt.:354
Von einer Erzählung von Pietro Demarchis, Bischof von Santorin und apostolischer Visitator Istanbuls im Jahr 1622, wissen wir, dass die steinernen Säulen der Kirche von den Osmanen entfernt und durch hölzerne ersetzt worden waren und die Kuppel mit Fresken bemalt war. Außerdem war das Gebäude bereits in schlechtem Zustand. Kurz nach der Umwandlung in eine Moschee bekam das Bauwerk eine Mihrab, eine Minbar und ein Minarett. Nach dem Brand im Jahr 1919 verfiel das Gebäude, da waren das Dach und das Minarett schon eingestürzt.
Von dem griechischen Gelehrten Alexandros G. Paspates weiß man, dass im östlichen Teil des Kellers eine heilige Quelle  entsprang, die Johannes dem Täufer geweiht war.

## Malereien
In den Jahren 1934/35 untersuchte der klassische Archäologe Paul Schazmann die Ruine. Während der Ausgrabungen wurden bis zu vier Schichten Mörtel mit Fresken auf blauem Grund freigelegt. Ein Fresko zeigte eine Madonna mit Engeln auf einem Thron und wurde in der Krypta gefunden. In den Räumen des Kellergeschosses wurden Bildfragmente mit Bestattungsthemen gefunden. In den Teilen der unteren Kirche wurden zwei Deësis-Darstellungen gefunden. Ein Fresko zeigte den hl. Mercurius – beispiellos unter den byzantinischen Werken dieser Zeit – und ein anderes mehrere Propheten. Die Fresken der ersten Kirche wurden im 10. oder in der Mitte des 11. Jahrhunderts ausgeführt. Das Diakonikon der zweiten Kirche zeigte einige Heilige und Episoden aus dem Leben der Jungfrau Maria. Einige der gut erhaltenen Fresken, darunter die Mercurius-Darstellung, wurden abgenommen, restauriert und sind heute im Archäologischen Museum Istanbul ausgestellt.